# NGC 15
NGC 15 je galaksija u zviježđu Pegaz.

## Vanjske poveznice
- SEDS: NGC 0015